# Alex Hill
Alex Hill (22 avril 1906 - février 1937) est un pianiste de jazz américain.

## Biographie
Alex Hill est un enfant prodige du piano, il dirige son propre ensemble à partir de 1924 et il se produit dans les États-Unis.
Alex Hill travaille également comme arrangeur pour de nombreux musiciens tels que Paul Whiteman, Benny Carter et Duke Ellington.
En décembre 1930, il collabore avec Adelaïde Hall et Fats Waller dans un show appelé « Hello 1931 ».
Alex Hill meurt de tuberculose en 1937.